# Mad Sin
Mad Sin – niemiecki zespół grający psychobilly założony w 1987 roku w Berlinie.

## Członkowie zespołu
- "Köfte" Deville (Mourad Calvies) – śpiew
- Valle – kontrabas, śpiew (od 2002)
- Matt Vüdü – gitara (od 2008)
- Stein / Dr. Solido (Thorsten Hunaeus) – gitara
- Andy Laaf – perkusja
- Hellvis – śpiew (od 2002)

### Byli członkowie
- Holly – kontrabas, śpiew (do 2002)
- Tex Morton – gitara (od 2006)

### Gościnnie w zespole
- Tommy Gun (perkusja)
- "Micha" (perkusja)
- "Nick 13" (wokal)

## Dyskografia
- Chills and Thrills in a Drama of MAD SIN and Mystery (1988)
- Distorted Dimensions (1990)
- Amphigory (1991)
- Break the Rules (1992)
- A Ticket into Underworld (1993)
- God Save the Sin (1996)
- Sweet & Innocent? ...Loud & Dirty! (1998)
- Survival Of The Sickest (2002)
- Dead Moon's Calling (2005)
- 20 Years In Sin Sin (2007)
- Burn And Rise (2010)